# Middelgrunden
Middelgrunden – farma wiatrowa na terenie cieśniny Sund, 3,5 km od Kopenhagi w Danii o mocy 40 MW.

## Historia
Farma wiatrowa Middelgrunden została zbudowana na terenie cieśniny Sund około 3,5 km od Kopenhagi. Jest przykładem społecznej farmy wiatrowej. Udziały w elektrowni należą do: Copenhagen Electricity Services (KB) i Middlegrunden Wind Turbine Co-operative I/S (MV).  Udziały w tej ostatniej mogli początkowo kupować tylko mieszkańcy lokalnej gminy, a od 1999 roku wszyscy obywatele Danii. Od 2000 roku po spełnieniu określonych warunków mogą to być również obywatele innych państw. Projekt budowy elektrowni zarejestrowano w listopadzie 1999 roku. Budowę ukończono w grudniu 2000 roku.

## Opis
Elektrownia składa się z 20 turbin wiatrowych o łącznej mocy od 33 do 40 MWh zlokalizowanych w odległości od 1,4 do 3,5 km od wybrzeża Kopenhagi. Wiatraki zostały ustawione w łuk szeroki na 3,3 km. Turbiny mają wysokość piasty ok. 75 metrów i średnicę wirnika około 72 metry, tak aby odległość od skrzydła do powierzchni morza wynosiła około 111 metrów. Prąd jest przesyłany do elektrowni Amagerværket (elektrownia Amager).

## Zyski udziałowców
Początkowe zyski członków spółdzielni Middlegrunden Wind Turbine Co-operative I/S (MV) wynosiły około 13-14 procent.  Akcje kosztowały 4000 koron duńskich (około 730 USD). Ponieważ wzrosły koszty utrzymania starzejących się turbin, w 2014 roku zyski wyniosły około 3-4 procent. 99,9% udziałowców pochodzi z okolic Kopenhagi, ale są wśród nich członkowie z zagranicy; z Japonii, USA, Niemiec i Szwecji. Akcje są rzadko sprzedawane. Akcje jednej z turbin były sprzedawane dla dzieci i wnuków. Raz w roku udziałowcy mogą wziąć udział w wycieczce na teren farmy i zazwyczaj uczestniczy w niej około 600–800 osób.